# La sort dels Logan
La sort dels Logan (originalment en anglès, Logan Lucky) és una pel·lícula estatunidenca de comèdia de 2017, dirigida per Steven Soderbergh i protagonitzada per Adam Driver, Channing Tatum, Seth MacFarlane, Daniel Craig, Katie Holmes, Hilary Swank, Katherine Waterston, Sebastian Stan i Jesco Blanco. S'ha doblat al valencià per a À Punt; anteriorment també s'havia subtitulat al català central.

## Argument
La pel·lícula segueix la història de dos germans que intenten robar durant una carrera de cotxes. La competició té lloc al sud dels Estats Units, en la categoria del NASCAR.

## Repartiment
- Adam Driver: Clyde Logan.
- Channing Tatum: Jimmy Logan.
- Daniel Craig: Joe Bang.
- Hilary Swank
- Katherine Waterston
- Riley Keough: Mellie Logan.
- Katie Holmes: Bobbie Jo Logan Chapman.
- Seth MacFarlane: Max Chilblain.
- Sebastian Stan: Dayton White.
- Dwight Yoakam: Warden Burns
- Jack Quaid
- Jesco Blanco
- Brian Gleeson: Sam Bang[5]
- David Denman: Moody.
- Jim O'Heir
- Macon Blair

## Rebuda
- La sort dels Logan és Soderbergh en un estat de forma excel·lent, i hauria d'haver-hi un nínxol de públic aquest estiu per a una pel·lícula així de divertida." [6]
- "Tot és meravellosament absurd, a més d'inspirador i gratificant (...) 'Logan Lucky' és el vehicle perfecte per al retorn de Soderbergh al cinema després de cinc anys allunyat del mitjà (...) Puntuació: ★★★★ (sobre 5)"[7]
- "Pel·lícula que rugeix com un motor suau, elegant fins a amb un repartiment plagat de hillbillies al volant i amb West Virginia sonant en cotxes que no coneixen el bluetooth. (...) Puntuació: ★★★★ (sobre 5)"[8]